# 人魚姫
人魚姫（にんぎょひめ、Den lille Havfrue）は、ハンス・クリスチャン・アンデルセンによる1837年のデンマークのおとぎ話である。

## あらすじ

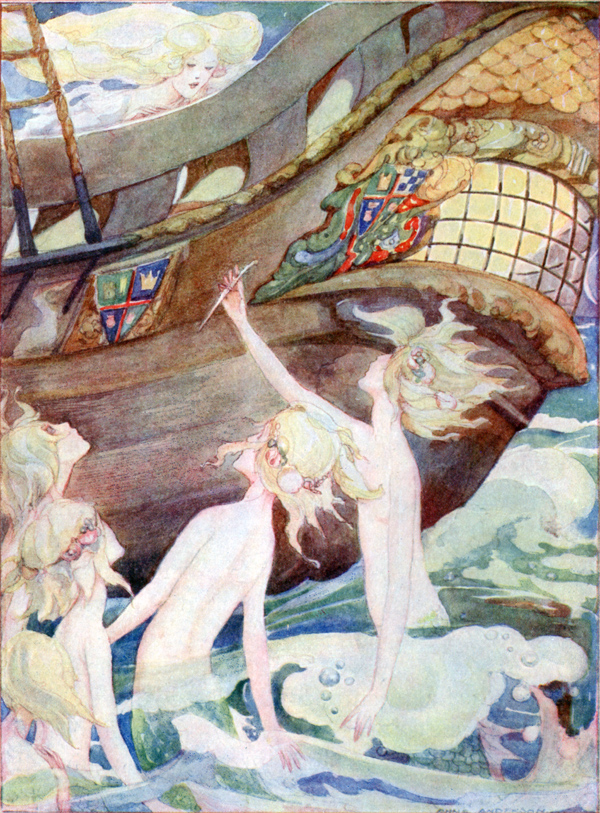
短剣を差し出す姉たち

王妃を失って久しい男やもめの人魚の王は母君に6人の娘の教育をして貰っていた。人魚姫の姉妹は1歳ずつ年齢が異なり、毎年1人ずつ海の上に行った。末の姫は15歳の誕生日にのぼった海の上で船の上にいる美しい人間の王子を目のあたりにして恋心を抱くが、その夜の嵐で彼の乗船した船は難破し、王子は意識を失って海に放り出される。人魚姫はすぐそばまで流れて来た彼が水中にいると死んでしまうことに気が付き、一晩中海面に持ち上げ続けた。朝日が出ても彼が意識を取り戻さないので温かい浜辺の方がよいだろうと考え、岸辺に王子を横たえ、自分は遠巻きにして様子を見ていたところ、近くの修道院から出てきた女性が王子に気が付き連れて行ったのでそのまま人魚姫は海の底に戻っていった。
このことをきっかけに人間に強い興味を持った彼女は祖母に人間についていろいろ質問したところ、300年生きられる自分たちとは違い人間は短命だが、死ねば泡となって消える自分たちとは違い人間は魂というものを持っていて天国に行くと言った。それを手に入れるにはどうしたらいいのかと尋ねると「人間が自分たちを愛して結婚してくれれば可能」だが「全く異形の人間が人魚たちを愛することはないだろう」とほぼ不可能だと告げられる。
そこで人魚姫は海の魔女の家を訪れ、美しい声と引き換えに尻尾を人間の足に変える飲み薬を貰う。魔女から「王子に愛を貰うことが出来なければ、姫は海の泡となって消えてしまう」と警告を受ける。更に人間の足だと歩く度にナイフで抉られるような痛みを感じるとも言われたが、それでも人魚姫の意思は変わらず薬を飲んだ。陸にあがり、人間の姿で倒れている人魚姫を見つけた王子は声をかけるが、人魚姫は声が出ない。その後、王子と一緒に宮殿で暮らすようになった人魚姫であったが、魔女に言われたとおりに歩くたびに足は激痛が走るうえ、声を失った人魚姫は王子を救った出来事を話せず、王子は人魚姫が命の恩人だとは気づかなかった。
それでも王子は彼女を可愛がり、歩くのが不自由な彼女のために馬に乗せてあちこちを連れて回り、また彼女と「おぼれていたところを助けてくれた人」が似ているともいうが、それは浜辺で彼を発見・保護してくれた修道院の女性の事で「彼女は修道院の人（修道女）だから結婚なんてできないだろう」とややあきらめ気味で「僕を助けてくれた女性は修道院から出て来ないだろうし、どうしても結婚しなければならないとしたら彼女に瓜二つのお前と結婚するよ」と人魚姫に告げた。
ところがやがて隣国の姫君との縁談が持ち上がるが、その姫君こそ王子が想い続けていた女性だった。修道院へは修道女としてではなく教養をつけるために入っていたのだという。見も知らぬ姫君を好きにはなれないと思っていたし、心に抱く想い人とは二度と会えないだろうと諦めていた王子は、予想だにしなかった想い人が縁談の相手の姫君だと知り、喜んで婚姻を受け入れて姫君をお妃に迎えるのだった。
悲嘆に暮れる人魚姫の前に現れた姫の姉たちが髪と引き換えに海の魔女に貰ったナイフを差し出し、王子の流した返り血を浴びることで人魚の姿に戻れるという魔女の伝言を伝える。眠っている王子にナイフを構えるが、隣で眠る姫君の名前を呟く王子の寝言を聞く。手を震わせた後ナイフを遠くの波間へ投げ捨てると、海はみるみる真っ赤に染まった。人魚姫は愛する王子を殺すことと彼の幸福を壊すことができずに死を選び、海に身を投げて泡に姿を変えた。結局は王子の愛を得られずに泡になってしまった人魚姫だったが、彼女はそのまま消えてしまったわけではなく風の精（空気の精霊）に生まれ変わり、泡の中からどんどん空に浮かび上がっていった。
どこに行くのか戸惑う彼女に精霊が話しかけ、それによると「あなたは空の娘（風の精のこと）のところに行く」、「自分たちは暑さで苦しむところに涼しい風を送ったり、花の匂いを振りまき、物をさわやかにする仕事をしている」、「自分たちも人魚と同様に魂はないが、人魚と違い人間の助けを借りずとも300年勤め続けることで魂を自力で得られる。あなたも今までの苦労でこの世界に来られた」というような答えが返ってきた。
生まれ変わった彼女は（自分の最期を知っているはずがないのに）海の泡を悲しそうに見ている王子と花嫁を見つけ、王子のお妃となった姫君の額にそっと接吻し、王子に微笑みかけたあと新しい仲間たちとともに薔薇色の雲の中を飛びながら「あと300年で天国に行けるようになるのかな」とつぶやくと先輩の精霊から補足が入った。
魂を得られるまでの期間は厳密には固定ではなく「子供のいる家で親を喜ばせて愛しみを受ける子供を見つけて私たちも微笑むと試練は1年単位で短くなり、逆に悪い子を見て悲しみの涙を流すと1日ずつ長くなるのですよ」と。太陽にむけて両手を差し伸べたとき、人魚姫の頬に最初の涙がこぼれ落ちたのだった。

## 備考
1837年4月7日、コペンハーゲンのC.A. Reitzelより"Eventyr fortalte for Børn, 3"（『子どものための童話集・Ⅲ』）に収録されて出版されたのが初出。 "Eventyr"（『物語集』　1849年12月18日）、"Eventyr og Historier. Første Bind"（『童話と物語・Ⅰ』　1862年12月15日）にも収められる。
本作は、アンデルセンの失恋（初出は1837年だが、これ以前に少なくとも2人に失恋している）が原因で生まれた、人魚はアンデルセン自身の投影というのが定説である。その他、この物語の最大の悲劇は、言葉を失った人魚姫が自らの存在の痕跡を語ることなく消えなければならない点にある、とする研究もある。

### 受けた影響
本作は、他の人魚文学と関連付けて考察されてきた（中丸禎子は、下半身の形状問わず、水と関連する異類が登場する作品を「人魚文学」と呼んでいる）。たとえばMonika Schmitz-Emans『Seetiefen und Seelentiefen.Literarische Spiegelungen innerer und äußerer Fremde.』、（Würzburg:Königshausen & Neumann,2003）、 小黒康正『水の女』(九州大学出版会, 2012)、Andreas Kraß『Meerjungfrauen. Geschichten einer unmöglichen Liebe』（Frankfurt am Main:Fischer, 2010）などでは、本作を人魚文学の代表的作品として論じている。
本作の直接の前身はアンデルセンが1834年に発表した戯曲『アウネーテと人魚(Agnete og Havmanden)』である。人間の女性と男性人魚の悲恋を扱った作品で、デンマーク民謡『アウネーテと人魚(Agnete og Havmanden, 1300年頃)』を源流とする。
また、フリードリヒ・フーケ（1777年 - 1843年）の『ウンディーネ』からも影響を受けたと、アンデルセン自身証言を残している。ベルンハルト・セヴェリン・インゲマン（Bernhard Severin Ingemann）に宛てた1837年の書簡の中で言及している。人魚には「不死の魂」がないが、人と結婚することによりそれを獲得できるというアイディアは『ウンディーネ』などから受け継いだ。
ただし、本作に先行し、また影響を与えたデンマークやドイツの人魚文学には、人魚姫が空気の精霊その他に転生するという内容は存在しない。

### 与えた影響
ジナイーダ・ギッピウス（1869 - 1945）の『聖なる血』（1901）は、幼いルサールカが人間のみに与えられた「不死の魂」を獲得するために受洗を希求する、という内容を持つ。ギッピウスが本作を読んだという記録は残っていないが、19世紀末の時点でアンデルセンはロシアでもよく知られ、翻訳も存在した。『聖なる血』は、ギッピウスによる本作の引用と再構成であるという考察がなされている。
村上春樹の『国境の南、太陽の西』において、「島本さん」の脚が悪いという設定は、本作を物語のテンプレートとして使用しているとすると説明がつく（平野芳信による）。

## 人魚姫の像
コペンハーゲンには人魚姫の像があり、有名な観光名所となっている。なお、想像以上に小さく、「世界三大がっかり」の一つとしても知られる。

## 派生作品

### 音楽
- 交響詩『人魚姫』（アレクサンダー・ツェムリンスキー作曲）
- 音楽物語『人魚』（1966年作曲、1968年改訂、鈴木静一作曲、ナレーション入りマンドリンオーケストラ）
- 『Mermaid Girl』（2010年、コナミ、beatmaniaIIDX 18 Resort Anthemの楽曲、Ryu☆作曲、ボーカルはCream puff）
- 『MerMaiD』（2010年、that作曲、作詞・ボーカルはみーちゃん）
- 『深海のリトルクライ』（2012年、sasakure.UK作曲、ボーカルは土岐麻子）
- 愛をめぐる奇妙な告白のためのフーガ - 章タイトル「人魚姫」として、モチーフが使われている。
- 『マーメイドラプソディー』 (SEKAI NO OWARI 2015年、作詞：Saori、作曲：Nakajin、編曲：SEKAI NO OWARI、CHRYSANTHEMUM BRIDGE)
- 『リトル・マーメイド～the First Love～』（2016年、GLAM GRAMM@R）
- 『人魚姫』(Flower「THIS IS Flower THIS IS BEST」2016年 作詞:小竹正人,作曲:FAST LANE・ERIK LIDBOM)
- 『マーメイドシアター』(2022年、Royal Scandalのアルバム「777/Three Seven」に収録　作詞作曲:奏音69　編曲:岸利至)

### 絵本
- 『にんぎょひめ』（1967年、偕成社、著：曽野綾子、イラスト：いわさきちひろ）
- 『音楽絵本・にんぎょひめ』（2013年、音楽絵本出版、イラスト：酒井景都） ※iPhoneアプリケーション。
- 『にんぎょひめ プリキュアオールスターズ名作えほん3』（2014年、講談社）※テレビアニメ『ハートキャッチプリキュア!』と『ハピネスチャージプリキュア!』登場キャラで構成。人魚姫役は花咲つぼみ（キュアブロッサム）。

### アニメ
- 『魔法のマコちゃん』（1971年、東映動画、テレビアニメ）
- 『アンデルセン物語』第31話～第33話（1971年、東映動画、テレビアニメ）
- 『東映まんがまつり アンデルセン童話 にんぎょ姫』（1975年、東映動画、アニメーション映画）
- 『リトル・マーメイド』（1989年、ディズニー、アニメーション映画）
- 『人魚姫 マリーナの冒険』（1991年、テレビアニメ）
- 『世界名作童話シリーズ ワ〜ォ!メルヘン王国』第24話「人魚姫」（1995年、東映動画、テレビアニメ）
- 『雪の女王 〜THE SNOW QUEEN〜』第24話「月夜の人魚姫」（2005年、出崎統、テレビアニメ）
- 『バブル』（2022年、WIT STUDIO、アニメーション映画）

### 舞台
- 『人魚姫 (宝塚歌劇)』（1971年、宝塚歌劇団月組・花組）
- ミュージカル『人魚姫』（1991年、劇団東少）

### 実写映画
- 『アンデルセン物語』 - 1952年のアメリカ映画。劇中で人魚姫のバレエ・シーンがある。
- 『人魚姫』(Malá mořská víla) - 1976年のチェコスロバキア映画。カレル・カヒーニャ監督。
- 『スプラッシュ』（1984年、人魚姫の物語を現代風にアレンジしたブエナビスタ製作のアメリカ映画）
- 『リトル・マーメイド 人魚姫と魔法の秘密』（2018年のアメリカ映画。ディズニーとは関連なし。ブレイク・ハリス監督）
- 『リトル・マーメイド』（2023年公開、アニメ『リトル・マーメイド』を実写映画化した2023年公開のアメリカ合衆国の映画。）

### テレビドラマ
- 『フェアリーテール・シアター』 (1987年、同タイトルで同ドラマの1エピソードとしてアメリカ合衆国で映像化・テレビ放送された。)
- 『青い海の伝説』(Legend of the Blue Sea)-ジュン・ジヒョンとイ・ミンホ主演の2016-2017年の韓国のテレビシリーズ

### 小説
- 『断章のグリム』（2006年 - 2007年、甲田学人）

### 施設
- 東京ディズニーシーのリトル・マーメイドをイメージしたエリア「マーメイドラグーン」。